# John Kern Strecker
John Kern Strecker, född 10 juli 1875 i Waterloo, Illinois, död 9 januari 1933 i Waco, Texas, var en amerikansk naturhistoriker och naturforskare.
Auktorsnamnet Strecker kan användas för John Kern Strecker i samband med ett vetenskapligt namn inom zoologin; se Wikipedia-artiklar som länkar till auktorsnamnet.